# Symbolpolitik
Symbolpolitik bezeichnet eine mit Symbolen oder Gesten arbeitende Politik.
Der Ausdruck kann im direkten Sinne verwendet werden. Eines der bekanntesten Beispiele dafür ist der Kniefall von Warschau des ehemaligen Bundeskanzlers Willy Brandt. Mit dieser Geste bat er Polen um Vergebung für die deutschen Verbrechen während des Zweiten Weltkriegs.
„Symbolpolitik“ kann aber auch abwertend gemeint sein. Die betreffenden Maßnahmen hätten nur Signalcharakter, um gewisse Reaktionen hervorzurufen. Sie würden aber das konkrete Problem nicht lösen.

## Beispiele
- Kriegsschuldfrage[2]
- Rücktritt